# 예지원
예지원(본명: 이유정, 1973년 2월 1일~ )은 대한민국의 배우이다.
1996년에는 MBC 마당놀이 《황진희》로 정식 연극배우 데뷔하였으며, 2002년 제10회 이천춘사대상영화제에서 올해의 여성 조연연기상 및 2007년 제8회 부산영화평론가협회상에서 여우주연상을 수상하였다. 영화 《더 킥》에 캐스팅되어 2010년 10월부터 촬영을 시작하였다.

## 학력
- 서울역촌국민학교 (졸업)
- 용산여자중학교 (졸업)
- 서울국악예술고등학교 한국무용과 (졸업)
- 서울예술전문대학 방송연예과 전문학사 (졸업)

## 출연작

### 드라마
- 2000년 KBS2 《꼭지》 ... 윤정희 역
- 2000년 SBS 《줄리엣의 남자》 ... 줄리엣 역
- 2001년 SBS 《여고시절》 ... 예지원 역
- 2002년 SBS 《나쁜 여자들》 ... 오정화 역
- 2004년 MBC 《MBC 베스트극장 - 이영숙 사진관》 ... 이영숙 역
- 2004년 KBS2 《올드 미스 다이어리》 ... 최미자 역
- 2007년 KBS2 《얼렁뚱땅 흥신소》 ... 정희경/아란샤 역
- 2010년 MBC 《볼수록 애교만점》 ... 임지원 역
- 2012년 SBS 《맛있는 인생》 ... 오진주 역
- 2013년 tvN 《연애조작단; 시라노》 ... 이해심 역
- 2013년 KBS2 《KBS 드라마 스페셜 - 그렇고 그런 사이》 ... 은하 역
- 2014년 KBS2 《내일도 칸타빌레》 ... 송미나 역
- 2015년 KBS2 《프로듀사》 ... 고양미 역
- 2016년 KBS2 《페이지터너》 ... 유슬 모 역
- 2016년 tvN 《또! 오해영》 ... 박수경 역
- 2016년 JTBC 《이번 주 아내가 바람을 핍니다》 ... 은아라 역
- 2017년 tvN 《내성적인 보스》 ... 당유희 역
- 2018년 SBS 《키스 먼저 할까요》 ... 이미라 역
- 2018년 SBS 《서른이지만 열일곱입니다》 ... 제니퍼 역
- 2018년 JTBC 《뷰티 인사이드》 ... 시상식에 참석한 연예인 역 (특별출연)
- 2019년 채널A 《평일 오후 세시의 연인》 ... 최수아 역
- 2019년 MBC 《두 번은 없다》 ... 방은지 역
- 2020년 tvN 《슬기로운 의사생활》 ... 정원 큰 누나 역
- 2020년 MBC 《저녁 같이 드실래요?》 ... 남아영 역
- 2020년 KBS2 《도도솔솔라라솔》 ... 진숙경 역
- 2021년 KBS1 《태종 이방원》 ... 신덕왕후 강씨 역
- 2023년 KBS2 《두뇌공조》 ... 김모란 역
- 2023년 tvN 《성스러운 아이돌》 ... 임선자 역

### 영화
- 1996년 《1996 뽕》 ... 안협집 역
- 2000년 《아나키스트》 ... 가네코 역
- 2001년 《생활의 발견》 ... 명숙 역
- 2002년 《2424》 ... 조광자 역
- 2003년 《대한민국 헌법 제1조》 ... 고은비 역
- 2003년 《아버지 몰래》
- 2004년 《귀여워》 ... 순이 역
- 2006년 《올드미스 다이어리 극장판》 ... 최미자 역
- 2007년 《눈부신 날에》 ... 하선영 역
- 2007년 《죽어도 해피엔딩》 ... 지원 역
- 2008년 《소년, 소년을 만나다》 ... 큐피드 역
- 2008년 《당신이 잠든 사이에》 ... 유진 역
- 2009년 《결혼식 후에》 ... 이유리 역
- 2010년 《하하하》 ... 안연주 역
- 2011년 《달빛 길어올리기》 ... 효경 역
- 2011년 《더 킥》 ... 윤 역
- 2011년 《영화, 한국을 만나다 - 3》 ... 주연
- 2011년 《초대》 ... 장현재 역
- 2012년 《설마, 그럴리가 없어》 ... 영화감독여친 역
- 2012년 《내가 고백을 하면》 ... 유정 역
- 2013년 《누구의 딸도 아닌 해원》 ... 연주 역
- 2013년 《고령화가족》 ... 수자 역
- 2013년 《우리 선희》 ... 주현 역
- 2013년 《우리순이》(단편 영화)
- 2015년 《화장》 ... 무용단장 역
- 2016년 《마지막 고해》 ... 수녀 (다나엘라) 역
- 2019년 《기방도령》 ... 난설 역
- 2020년 《그녀의 비밀정원》 ... 장현재 역
- 2021년 《인트로덕션》 ... 간호사 역
- 2022년 《배니싱:미제사건》 ... 이미숙 역
- 2025년 《피렌체 (영화)》

### 예능
- 2024년 TV CHOSUN 《공개연애 - 여배우의 사생활》
- 2024년 SBS 《신발벗고 돌싱포맨》
- 2022년 MBN 《호캉스 말고 스캉스》
- 2017년 tvN 《엄마는 연예인》
- 2017년 SBS 《남사친 여사친》
- 2016년 SBS 《정글의 법칙 in 몽골》
- 2015년 O tvN 《비밀 독서단》
- 2015년 MBC 에브리원 《로맨스의 일주일 시즌2》
- 2015년 SBS 《런닝맨》 370회 물의 요정 레이스 게스트
- 2015년 SBS 《에코빌리지 즐거운 家!》
- 2014년 SBS 《정글의 법칙 in 브라질》
- 2013년 SBS 《정글의 법칙 in 미크로네시아》
- 2013년 JTBC 《대단한 시집》 前 출연자
- 2013년 MBC 《토크클럽 배우들》
- 2012년 MBC 《댄싱 위드 더 스타 시즌 2》
- 2008년 MBC 《해피 선데이》 194회 불후의 명곡 게스트
- 2007년 MBC 《황금어장》 53회 무릎팍 도사 게스트
- 2002년 SBS 《토요일이 온다-고향에 가자》前 진행자

### 연극
- 1991년 《딸부잣집》 ... 이중란[5] 역(주연)
- 2016년 《홍도 - 이천》 ... 홍도 역

### 뮤지컬
- 1995년 《아가씨와 건달들》 ... 미스 애들레이드(여자 주연) 역

### 다큐멘터리
- 2017년 EBS1 《세계테마기행》 타히티

### 광고
- 1995년 삼성제약 에프킬라 매트 (with 박미선)
- 2000년 자연미인
- 2002년 롯데삼강 헤즐넛카페 (예지원 편)
- 2009년 롯데삼강 돼지바 (with 하일)
- 2015년 홍기사
- 2016년 LG전자 LG G5 (with 고창석, 김상호, 조재윤, 문정희, 김희원)
- 2017년 한국화이자제약 센트룸 - 센트룸이 필요한 순간 편 (with 최민용)

## 수상 및 후보
| 연도 | 시상식                         | 부문                                  | 작품                                      | 결과 |
| ---- | ------------------------------ | ------------------------------------- | ----------------------------------------- | ---- |
| 1996 | 제34회 대종상                  | 신인여우상                            | 1996 뽕                                   | 후보 |
| 2002 | 제10회 이천춘사대상영화제      | 여우조연상                            | 생활의 발견                               | 수상 |
| 2003 | 제40회 대종상                  | 여우주연상                            | 대한민국 헌법 제1조                       | 후보 |
| 2005 | KBS 연예대상                   | 네티즌상                              | 올드미스 다이어리                         | 수상 |
| 2007 | 제8회 부산영화평론가협회상     | 여우주연상                            | 올드미스 다이어리 극장판                  | 수상 |
| 2007 | 제44회 대종상                  | 여우주연상                            | 올드미스 다이어리 극장판                  | 후보 |
| 2011 | 제1회 SBS 희망내일 나눔대상    | 나눔인상 연예인부문                   | 빈칸                                      | 수상 |
| 2013 | KBS 연기대상                   | 여자 연작·단막극상                    | KBS 드라마 스페셜 - 그렇고 그런 사이      | 후보 |
| 2014 | 제50회 백상예술대상            | 영화부문 여자 조연상                  | 우리 선희                                 | 후보 |
| 2016 | 제5회 아시아태평양 스타 어워즈 | 여자 연기상                           | 또 오해영                                 | 수상 |
| 2017 | 제11회 케이블TV 방송대상       | 신스틸러상                            | 수상                                      |      |
| 2017 | 제11회 케이블TV 방송대상       | 베스트 커플상 (with 김지석)           | 수상                                      |      |
| 2018 | 제54회 백상예술대상            | TV부문 여자 조연상                    | 키스 먼저 할까요                          | 수상 |
| 2018 | 제2회 더 서울어워즈            | 드라마부문 여우조연상                 | 서른이지만 열일곱입니다                   | 후보 |
| 2018 | SBS 연기대상                   | 여자 조연상                           | 키스 먼저 할까요, 서른이지만 열일곱입니다 | 수상 |
| 2019 | MBC 연기대상                   | 대상                                  | 두 번은 없다                              | 후보 |
| 2019 | MBC 연기대상                   | 일일·주말드라마부문 여자 최우수연기상 | 두 번은 없다                              | 수상 |
| 2020 | KBS 연기대상                   | 미니시리즈부문 여자 조연상            | 도도솔솔라라솔                            | 수상 |
| 2022 | KBS 연기대상                   | 장편드라마부문 여자 우수연기상        | 태종 이방원                               | 후보 |
| 2022 | KBS 연기대상                   | 여자 조연상                           | 태종 이방원                               | 수상 |
| 2025 | 2025 대한민국 한류연예대상     | 아시아스타대상 여자배우 부문          | 빈칸                                      | 수상 |